# Goldschläger
Goldschläger (littéralement « batteur d'or » en allemand) est une liqueur forte (40 % d'alcool) à la cannelle. D'une couleur claire, elle laisse voir de fines paillettes d'or E175 flottant dans la bouteille.

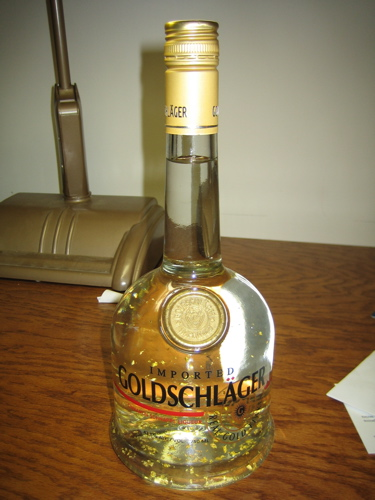
Illustration

En dépit de ses origines suisses, la Goldschläger  a été produite en Italie pendant quelques années avant que la production ne retourne dans son pays d'origine, et sa marque appartenait à la société Diageo. Elle a été vendue à Sazerac (en) en novembre 2019. Son nom désigne, en allemand, la profession des batteurs d'or, qui transforment des barres d'or en feuilles d'or.
On la consomme généralement nature, servie très froid, ou dans les cocktails.
Par exemple :
- élément A : Ajoutez-en 30 ml (1 oz) à 250 ml (1 tasse) de jus de pomme.
- élément B : Servir sur glace en le mélangeant à une quantité égale de vodka au citron.